# Bacino North Park

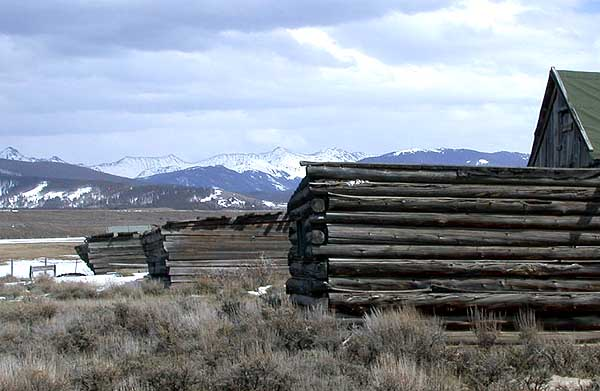
Panorama del North Park verso sud, in direzione del Willow Creek Pass.

Il bacino North Park è un bacino strutturale situato a un'altitudine di circa 2680 m s.l.m. nelle Montagne Rocciose, nella parte centro-settentrionale dello stato americano del Colorado.
Include una vasta vallata nella contea di Jackson contornata da catene montuose che fanno da sorgente al fiume North Platte e altri piccoli tributari, tra cui il fiume Michigan, il fiume Illinois e il Canadian River. Il nome della valle deriva dal fatto di essere la più settentrionale delle tre grandi valli e parchi del Colorado sul versante occidentale del Front Range. Gli altri due parchi sono il Middle park e il South Park.

## Geologia
Al di sotto del fondo della valle si trovano rocce sedimentarie del Paleozoico e del Mesozoico che formano un bacino strutturale. La stratigrafia è simile a quella dei bacini adiacenti, come il bacino del Green River a ovest e il bacino di Denver a est. Nei pannelli informativi del Fish and Wildlife Service viene riportato che l'area era in passato un mare poco profondo e che è possibile trovare in quest'area denti fossilizzati di squalo.